# Maesa lanceolata
Maesa lanceolata är en viveväxtart. Maesa lanceolata ingår i släktet Maesa och familjen viveväxter.

## Underarter
Arten delas in i följande underarter:
- M. l. borjaeana
- M. l. lanceolata
- M. l. mildbraedii
- M. l. rufescens

## Bildgalleri

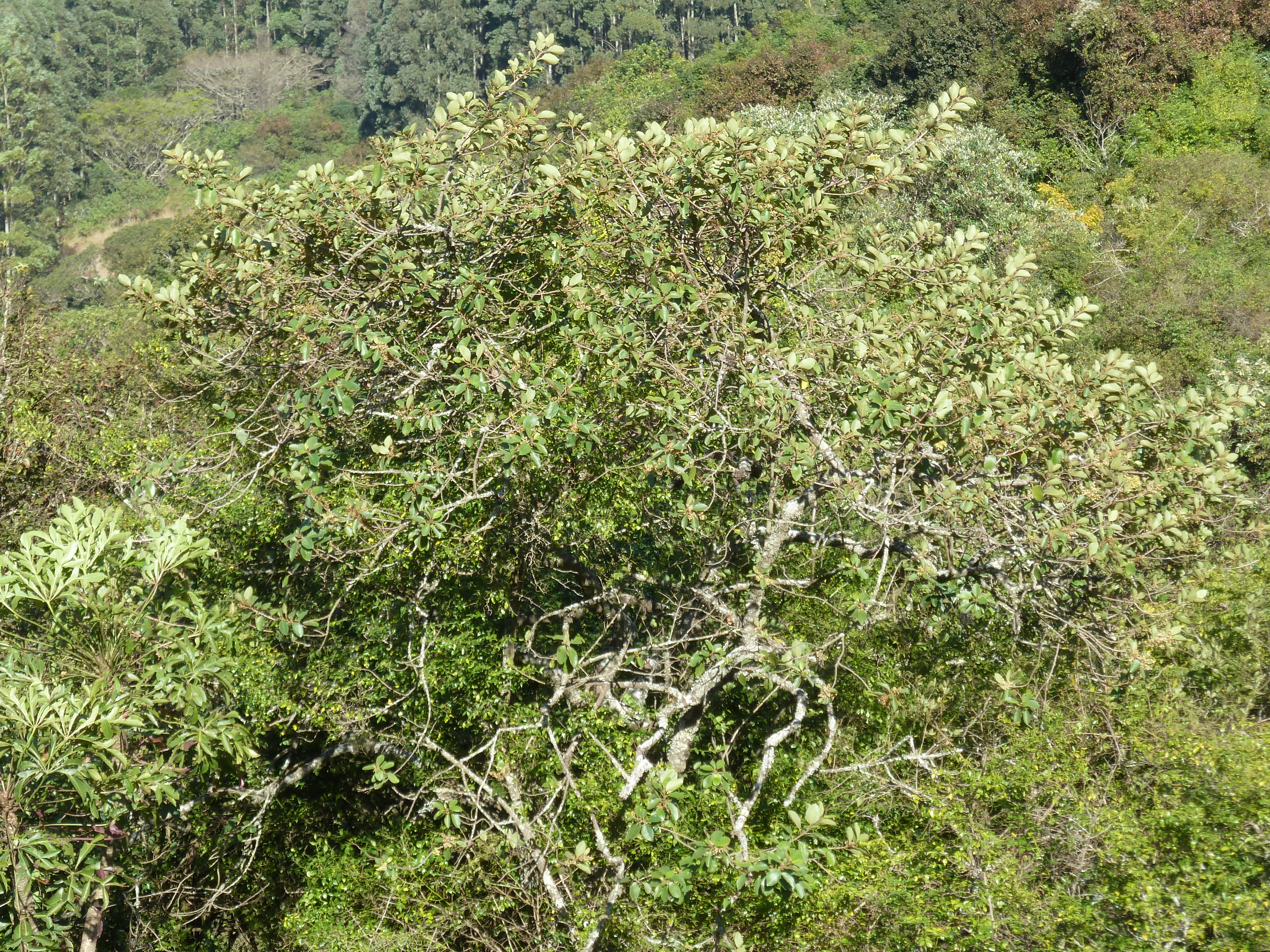
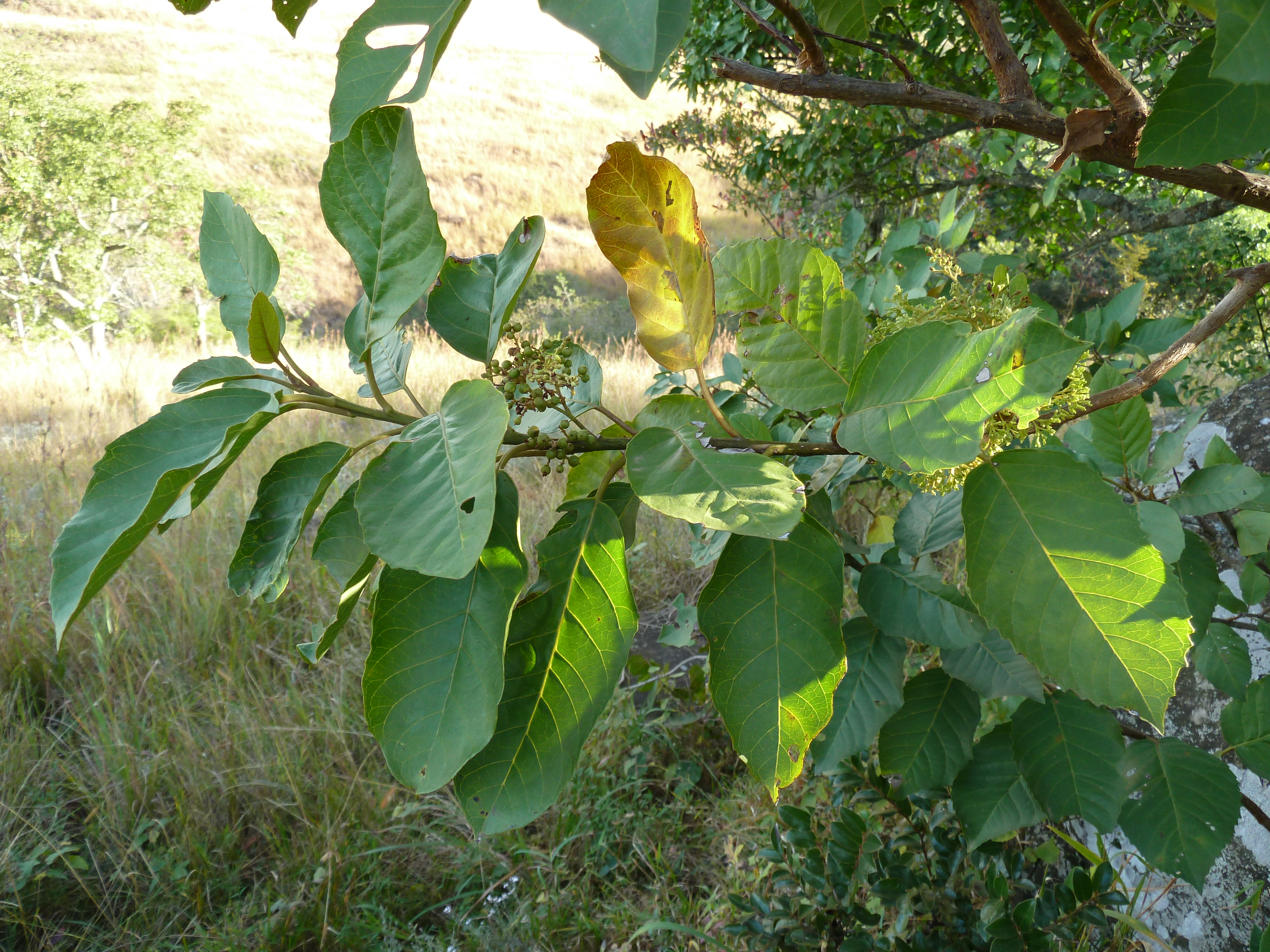
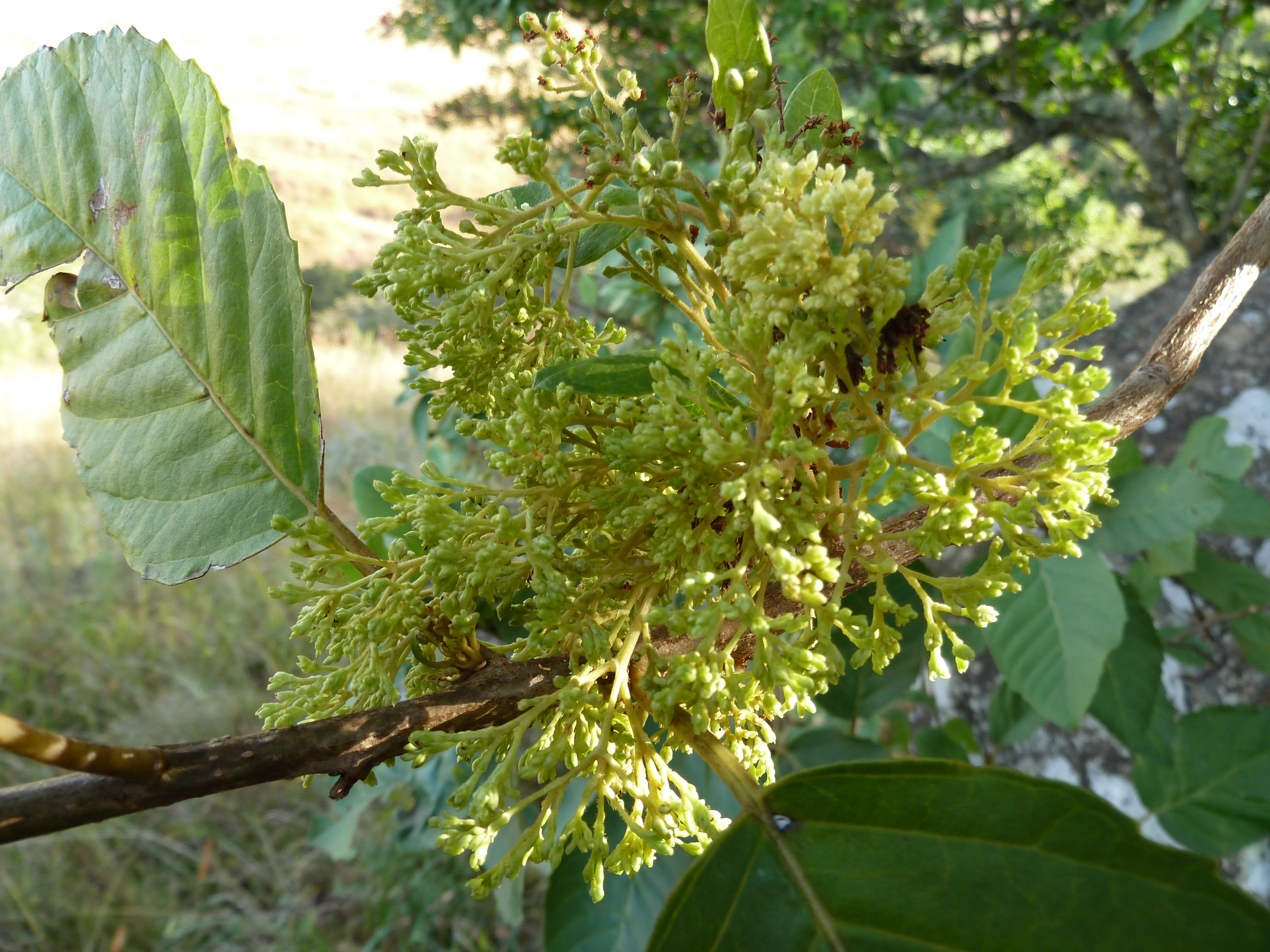
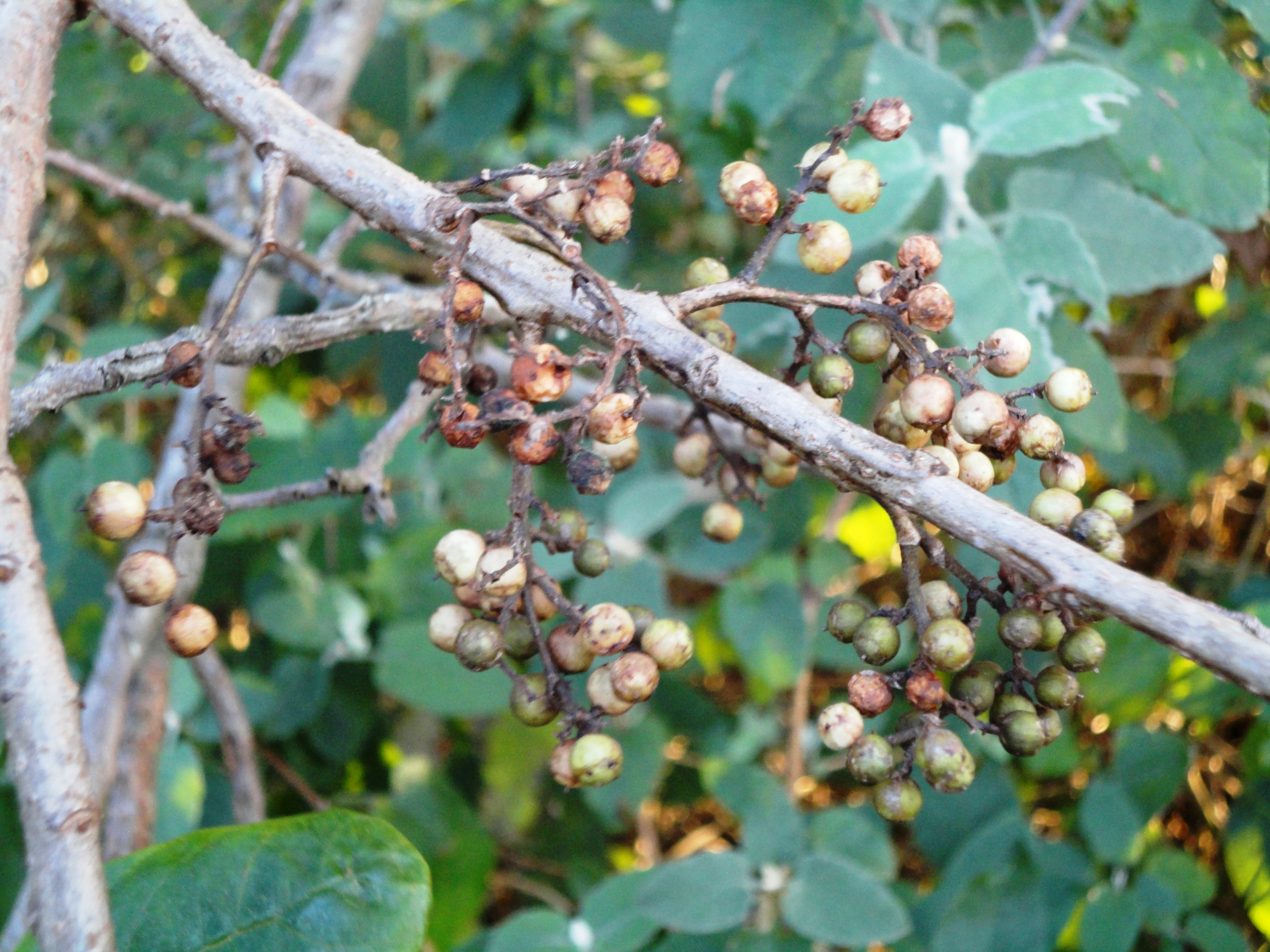
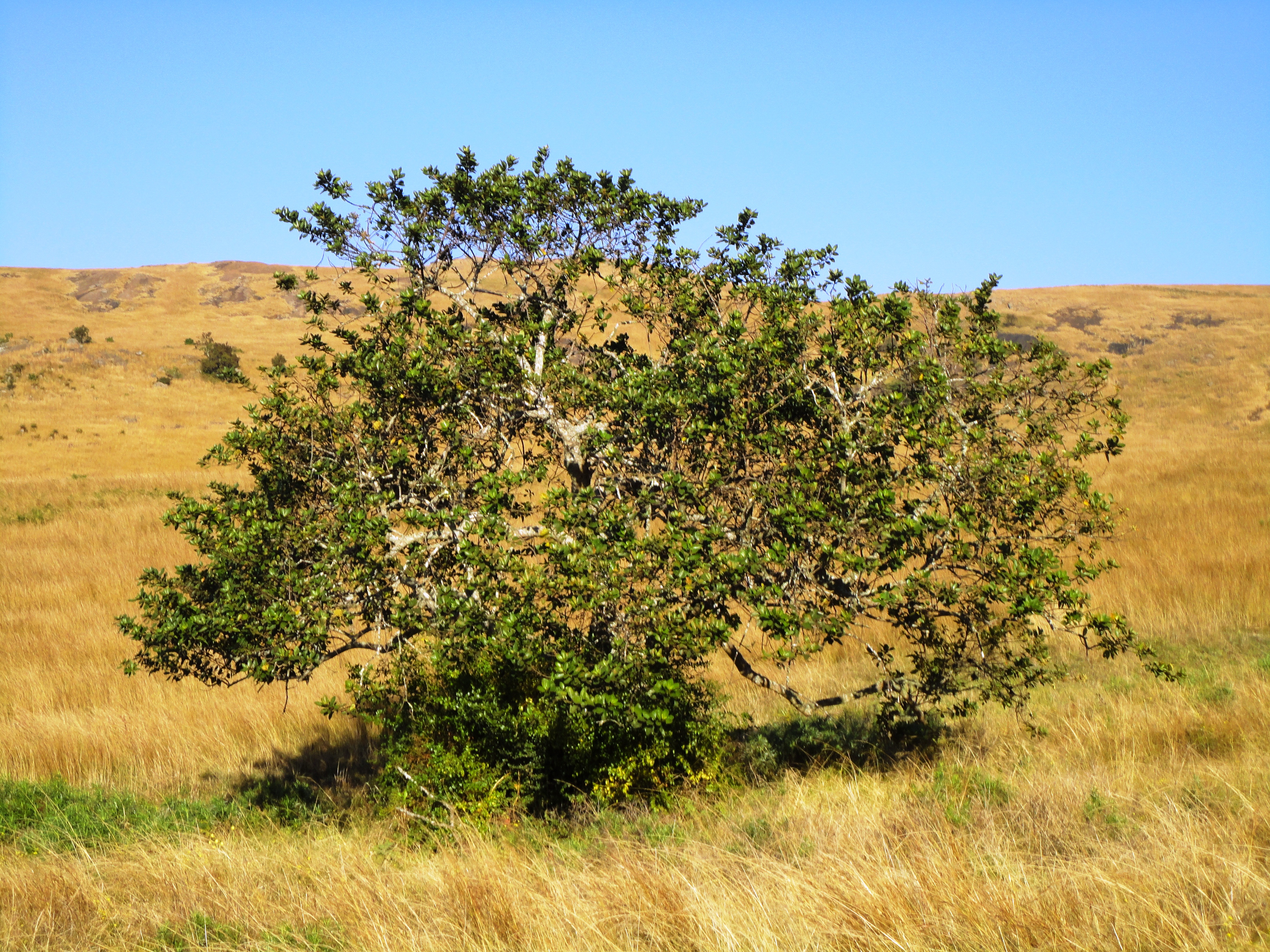
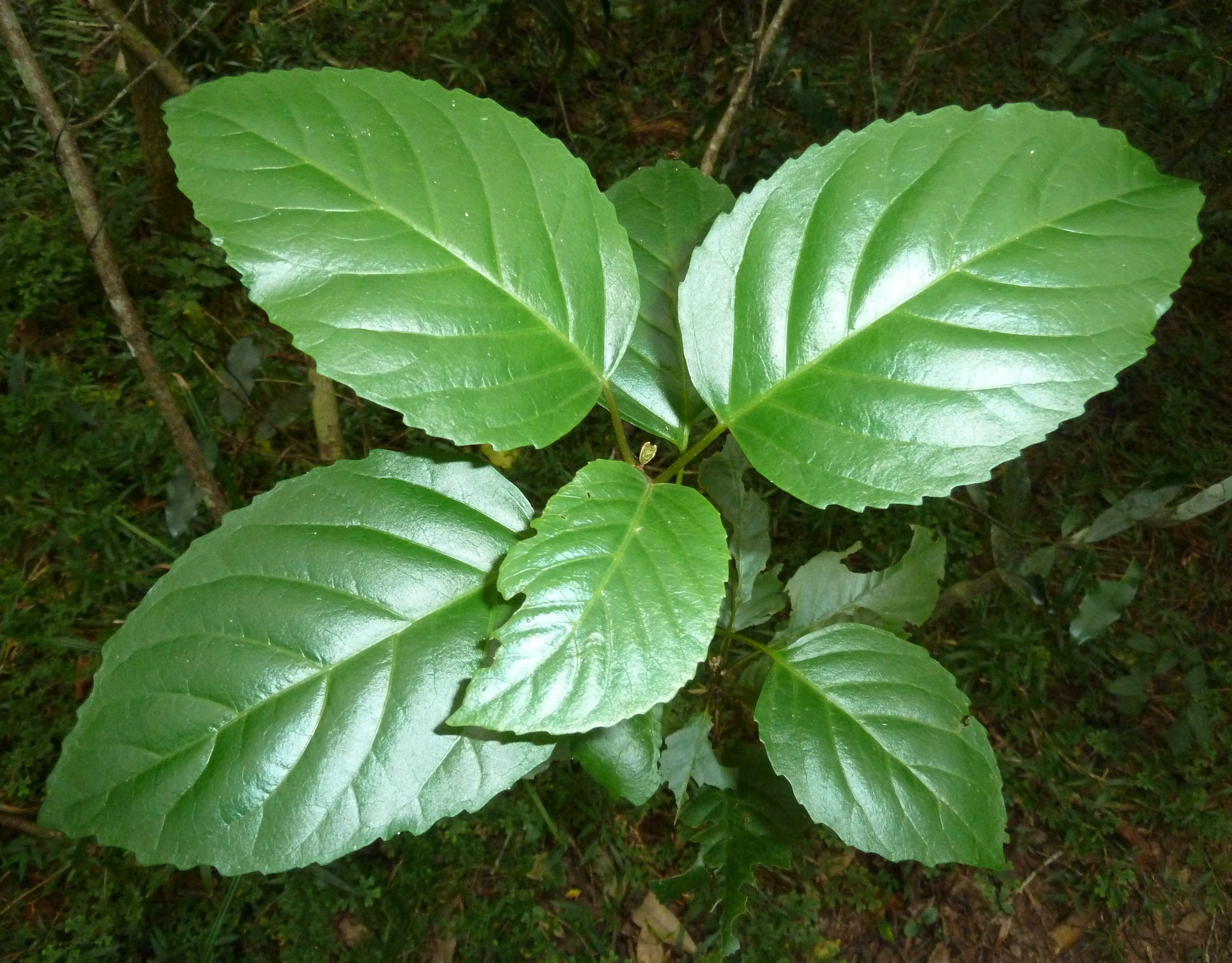